# Alpide gebergtegordel

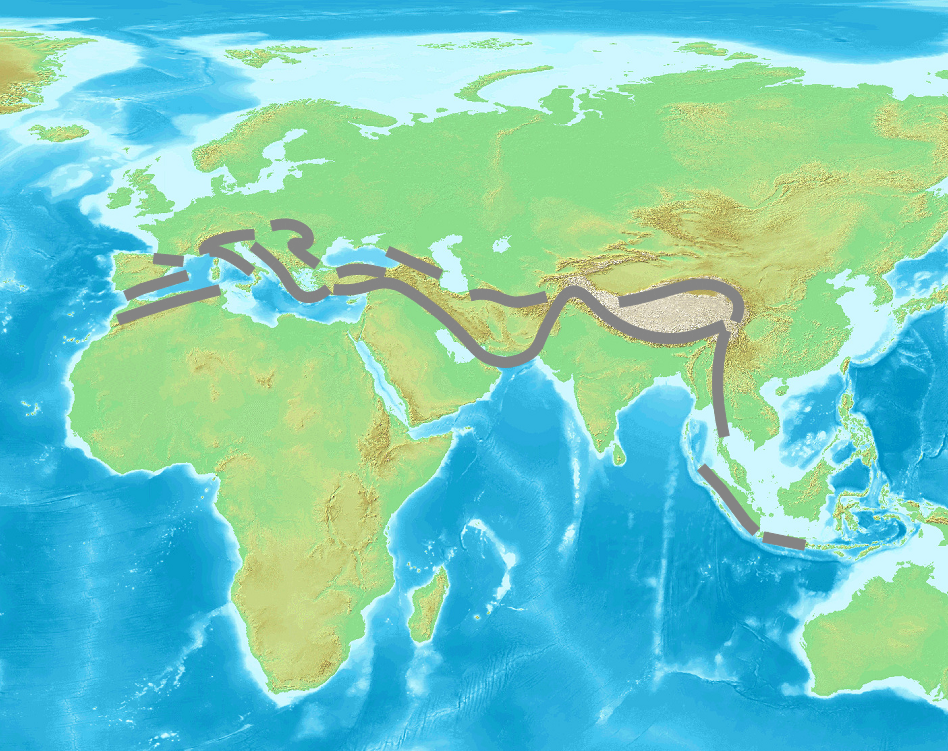
De ligging van de Alpide gebergten op een kaart van Eurazië.

De Alpide gebergtegordel of Alpen-Himalaya gebergtegordel is een verzamelnaam voor een gordel van geologisch jonge, verwante gebergten die dwars door Eurazië loopt. De meeste hooggebergten van Europa en Azië horen bij de gordel. Van de Pyreneeën en Alpen in het westen van Europa loopt de gordel over de Kaukasus en Himalaya naar Zuidoost-Azië tot in de eilanden van Indonesië in het oosten. De naam "Alpide" werd voor het eerst gebruikt door de Oostenrijkse geoloog Eduard Suess.
De Alpide gebergten zijn grotendeels ontstaan in het Tertiair, tijdens de laatste periodes van de geologische tijdschaal. Ze zijn het gevolg van het naar elkaar toe bewegen van Afrika, India, Europa en Azië. Daarbij schuiven de Afrikaanse plaat (in het westen) en de Indische plaat onder de Euraziatische Plaat met als gevolg een serie botsingen tussen de continenten.
De vorming van de Alpide gebergten in het Tertiair wordt de Alpiene orogenese genoemd. De Tethysoceaan, die zich ooit tussen de continenten bevond, is vrijwel helemaal verdwenen. In het westen begon de gebergtegordel al rond 80 miljoen jaar geleden, in het Krijt. De Himalaya en de gebergten van Zuidoost-Azië zijn veel jonger en begonnen pas rond 20 miljoen jaar geleden te ontstaan.